# رودريغو فالديز
رودريغو فالديز (بالإسبانية: Rodrigo Valdéz)‏ (مواليد 22 ديسمبر 1946 في قرطاجنة، كولومبيا - 14 مارس 2017)، هو ملاكم كولومبي يصنف ضمن فئة الوزن المتوسط.

## إحصائيات
خاض خلال مسيرته 73 نزالا، فاز في 68 وتعادل في 3 وخسر في 8. فاز بالضربة القاضية في 42 نزالا.

## روابط خارجية
- رودريغو فالديز على موقع بوكس ريك (الإنجليزية) (registration required)